# Вільне падіння (фільм, 2013)
«Вільне падіння» (нім. Freier Fall) — дебютний фільм-драма німецького режисера Штефана Лаканта 2013 року. Прем'єра фільму відбулася в лютому 2013 року в рамках фестивалю Берлінале в категорії «Перспективне німецьке кіно». Прокат фільму в кінотеатрах Німеччини розпочався з 23 травня 2013 року.

## Сюжет
Фільм розповідає про молодого поліцейського Марка, який на курсах підвищення кваліфікації знайомиться з іншим поліцейським Каєм. Кай — гей, а Марк — гетеросексуал, який живе в тривалих стосунках зі своєю подругою Беттіною і виховує з нею маленьку дитину. Несподівано для себе Марк розуміє, що між ним і Каєм виникає щось більше, аніж дружба. Він бореться зі своїми почуттями до Кая і з гомофобними колегами-поліцейськими.

## В ролях
| Актор               | Роль               |
| ------------------- | ------------------ |
| Ганно Коффлер       | Марк Боргман       |
| Макс Рімельт        | Кай Енгель         |
| Катарина Шюттлер    | Беттіна Бішоф      |
| Аттіла Борлан       | Вернер Брандт      |
| Стефани Шенфельд    | Клавдія Ріхтер     |
| Оливер Брнкер       | Франк Ріхтер       |
| Луїс Лампрехт       | Вольфганг Боргман  |
| Марен Кройманн      | Інге Боргман       |
| Женя Лочер          | Грегор Лімпінський |
| Брітта Шаммельштайн | Брітт Ребманн      |
| Горст Кребс         | Бернд Ейден        |
| Вілмар Бірі         | Лотар Бішоф        |
| Самуель Щнепф       | Бенно Бішоф        |

## Факти
Газета Die Zeit порівнює фільм з оскароносною «Горбатою горою» і в той же час відмічає, що фільм не призначений виключно для ЛГБТ-аудиторії і розрахований на широкі верстви глядачів.